# Australe Montes
Gli Australe Montes sono una struttura geologica della superficie di Marte.